# ۴۶۴ (پیش از میلاد)
۴۶۴ (پیش از میلاد) ۴۶۴مین سال قبل از تقویم میلادی است.

## زادگان
- هرودوت، تاریخ‌نگار یونانی